# Monomoscoy Island
Monomoscoy Island es un lugar designado por el censo ubicado en el condado de Barnstable en el estado estadounidense de Massachusetts. En el Censo de 2010 tenía una población de 147 habitantes y una densidad poblacional de 244,64 personas por km².

## Geografía
Monomoscoy Island se encuentra ubicado en las coordenadas 41°34′33″N 70°29′57″O / 41.57583, -70.49917. Según la Oficina del Censo de los Estados Unidos, Monomoscoy Island tiene una superficie total de 0.6 km², de la cual 0.6 km² corresponden a tierra firme y (0%) 0 km² es agua.

## Demografía
Según el censo de 2010, había 147 personas residiendo en Monomoscoy Island. La densidad de población era de 244,64 hab./km². De los 147 habitantes, Monomoscoy Island estaba compuesto por el 98.64% blancos, el 0% eran afroamericanos, el 1.36% eran amerindios, el 0% eran asiáticos, el 0% eran isleños del Pacífico, el 0% eran de otras razas y el 0% pertenecían a dos o más razas. Del total de la población el 0.68% eran hispanos o latinos de cualquier raza.